# ألف شمس ساطعة
ألف شمس ساطعة (بالفارسية: دو صد خورشیدرو) هي رواية للكاتب الأفغاني خالد حسيني صدرت عام 2007، وهي التالية لروايته الأولى عداء الطائرة الورقية (2003) التي حققت هي الأخرى مبيعات عالية. صدر الكتاب في 22 مايو من عام 2007 بعد أن تلقى إشادات مبشرة قبل النشر من قبل المجلات Kirkus  وPublishers Weekly، وLibrary Journal
و Booklist، كذلك فقد بلغ الرتبة الثانية لأعلى المبيعات على موقع أمازون دوت كوم قبل إطلاقه. وقد استصدرت كولومبيا بيكتشرز موافقة لتصوير فيلم مبني على الرواية، لكن العمل عليه لم يبدأ بعد.
تمت ترجمة الرواية إلى اللغة العربية بواسطة مها سلمان سعود ونشرتها مؤسسة دال للنشر والتوزيع.

## العنوان
وعنوان الكتاب يشير إلى عبارة من قصيدة «كابول»، والتي ألفها الشاعر الفارسي صائب التبريزي في القرن ال17. والتي ترجمت إلى اللغة الإنجليزية عن طريق جوسفين ديفيس. والترجمة الإنجليزية لا تعد ترجمة حرفية للنص الأصلي.

## النقد
أعطى ليف جروسمان من مجلة «تايم» هذه الرواية المركز الثالث في قائمة أفضل 10 كتب خيال لعام 2007، وأشاد بأنها رواية «كثيفة وغنية ودليل جيد لاحتمال ما لا يمكن احتماله». وقال جوناثان ياردلي في «كتاب العالم» الصادر من صحيفة واشنطن بوست : «فقط في حال إذا كنت تتساءل عما إذا كانت رواية خالد حسيني الف شمس ساطعة جيدة كما كانت عداء الطائرة الورقية، فإليك الجواب: لا، إنها أفضل.»

## الفيلم
تملك كولومبيا بيكتشرز الحق في تحويل الرواية إلى فيلم، ولكنهم لم يبدؤوا إنتاجه بعد؛ يعقد ستيفن زاليان حاليا على كتابة السيناريو ومن المقرر أيضا ان يخرجه، وقد وقع سكوت رودن على إنتاجه.

## وصلات خارجية
- ألف شمس ساطعة على موقع الموسوعة البريطانية (الإنجليزية)
- آراء القراء حول رواية ألف شمس مشرقة (ساطعة)  على موقع أبجد